# الحمال
الحمال (بالإنجليزية: The Bell Boy) هو فيلم كوميدى صامت قصير أُنتج في سنة 1918 بطولة روسكو "فاتي" آرباكل وباستر كيتون وآل سانت جون وأليس ليك.

## طاقم التمثيل
- روسكو "فاتي" آرباكل
- باستر كيتون
- آل سانت جون
- أليس ليك
- جو كيتون
- تشارلز دادلي

## وصلات خارجية
- الحمال على موقع IMDb (الإنجليزية)
- الحمال على موقع قاعدة بيانات الفيلم (الإنجليزية)
- الحمال على موقع ليتربوكسد (الإنجليزية)
- الحمال على موقع كينوبويسك (الروسية)
- الحمال متوفر للتحميل المجاني على أرشيف الإنترنت
- The Bell Boy on يوتيوب
- The Bellboy at silentera.com